# Zarija Stojović
Zarija Stojović, črnogorski general, * 31. marec 1919, † 4. junij 2013.

## Življenjepis
Stojović, po poklicu učiteljm se je leta 1940 pridružil KPJ in naslednje leto NOVJ. Med vojno je bil politični komisar več enot in na različno partijsko-političnih položajih.
Po vojni je bil politični komisar divizije, pomočnik poveljnika korpusa, pomočnik načelnika VA KoV, pomočnik načelnika za MPV VVA JLA,...